# Szczelina pod Schronem Lisa
Szczelina pod Schronem Lisa – schronisko w miejscowości Szklary w województwie małopolskim, w powiecie krakowskim, w gminie Jerzmanowice-Przeginia. Znajduje się w skałach na północnych stokach Jagodnika, w prawych zboczach Doliny Szklarki. Jest to obszar Wyżyny Olkuskiej w obrębie Wyżyny Krakowsko-Częstochowskiej.

## Opis jaskini
Schronisko znajduje się w pionowej szczelinie skalnej pod zachodnią ścianą największej skały Jagodnika, powyżej odstrzelonej płyty. Szczelinowy otwór ma wysokość 1,2 m, szerokość 0,25 m u dołu i 0,2 m u góry. Ciągnie się za nim krótki szczelinowy korytarzyk o wysokości ponad 2 m, górą zwężający się. Po 2,2 m jest zablokowany kamieniem i dalej niemożliwy do przejścia.
Schronisko powstało na szczelinie w wapieniach jury późnej. Ściany przeważnie są gładkie, miejscami występują na nich grzybkowe nacieki, mleko wapienne i czarne krzemionkowe naskorupienia. Namulisko składa się z gleby i wapiennego gruzu. Rozproszone światło dociera do samego końca, na ścianach rozwijają się glony i mchy, a przy otworze schroniska rośliny zielne i krzewy. W schronisku występuje przewiew powietrza. Ze zwierząt obserwowano muchówki i pająka sieciarza jaskiniowego Meta menardi.
Schronisko nie było opisywane w literaturze. W lipcu 2014 r. odszukała go Izabella Luty, która też odkopała otwór z liści i gleby oraz sporządziła plan i opis schroniska.

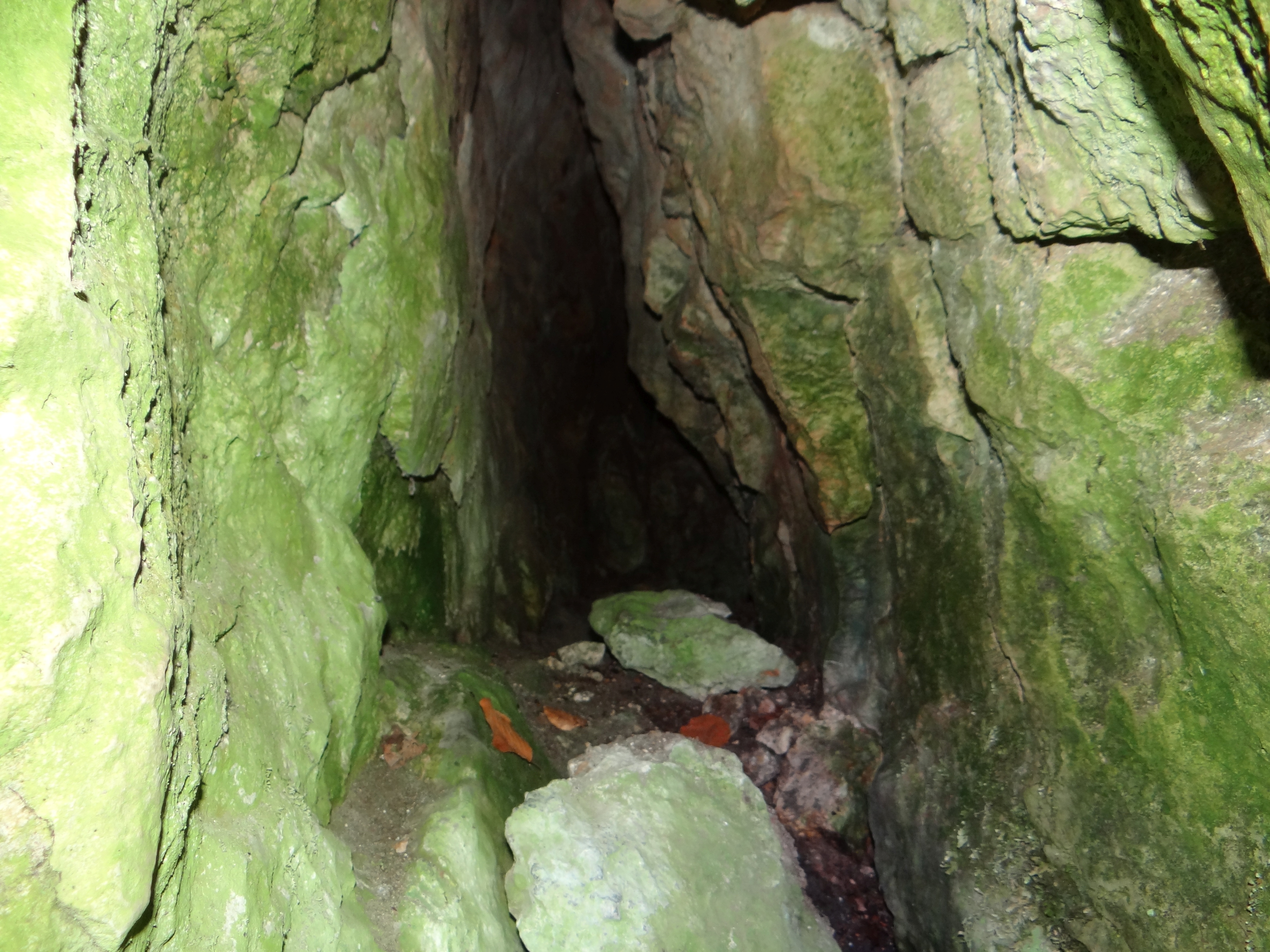
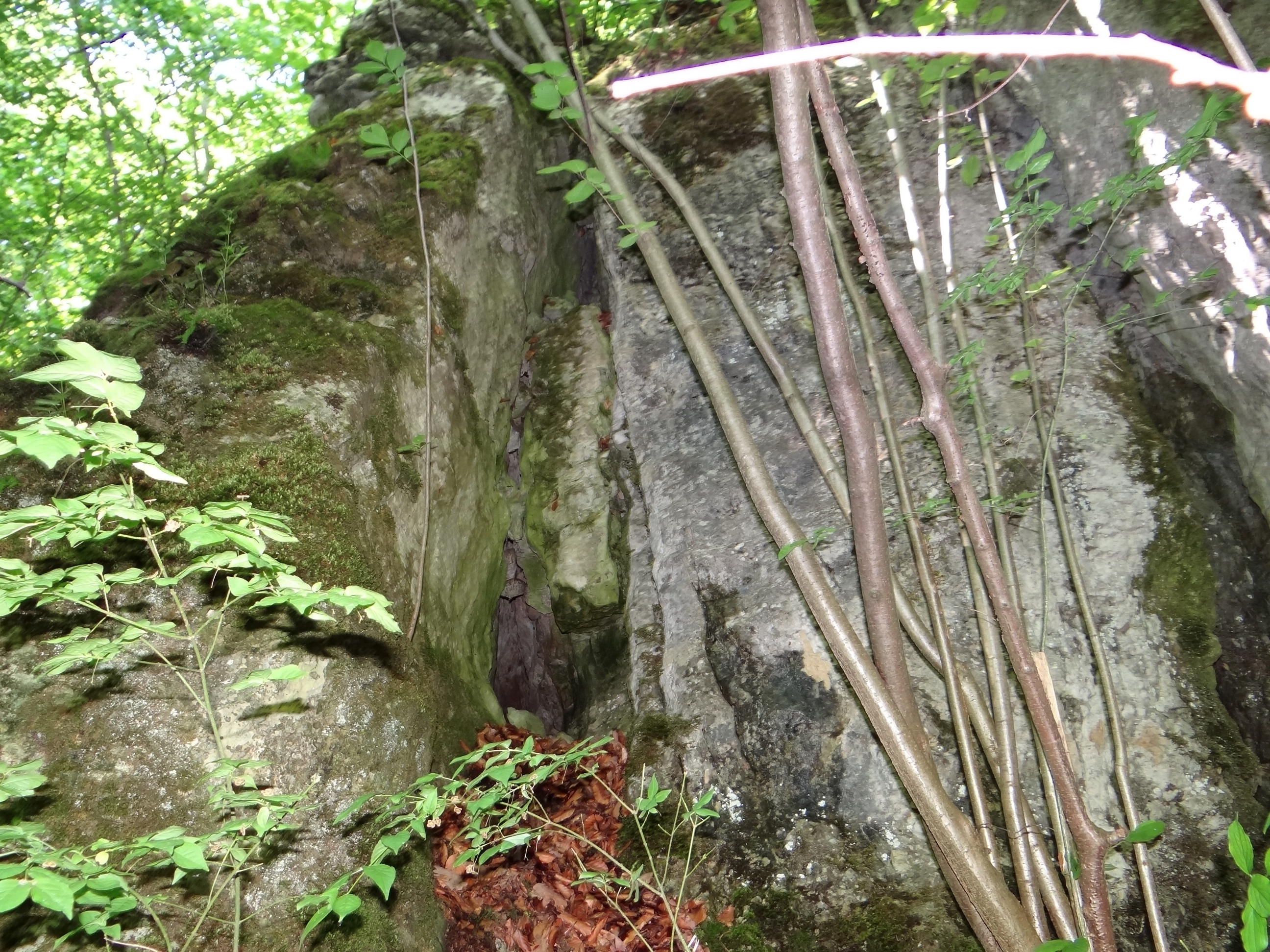
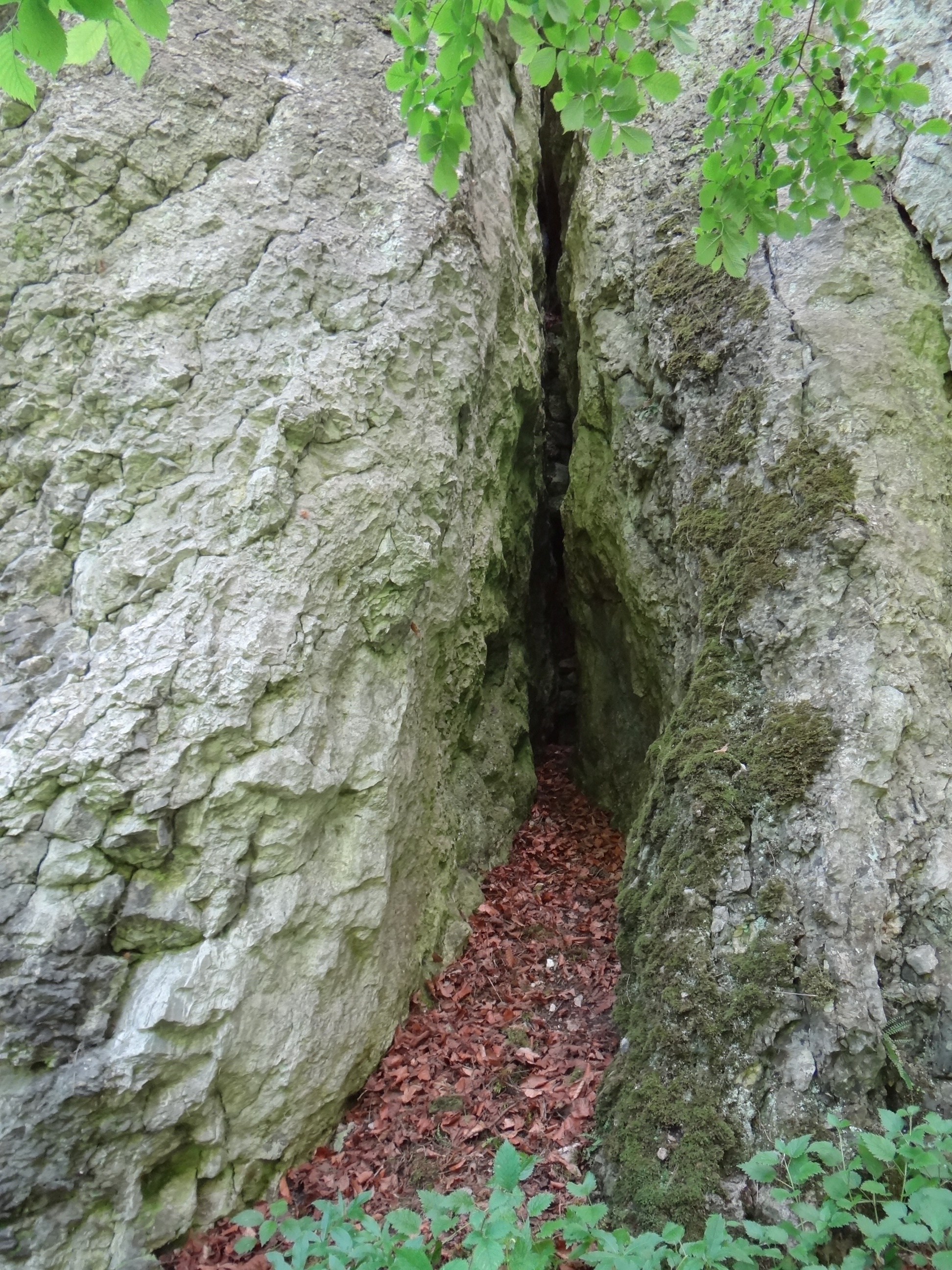
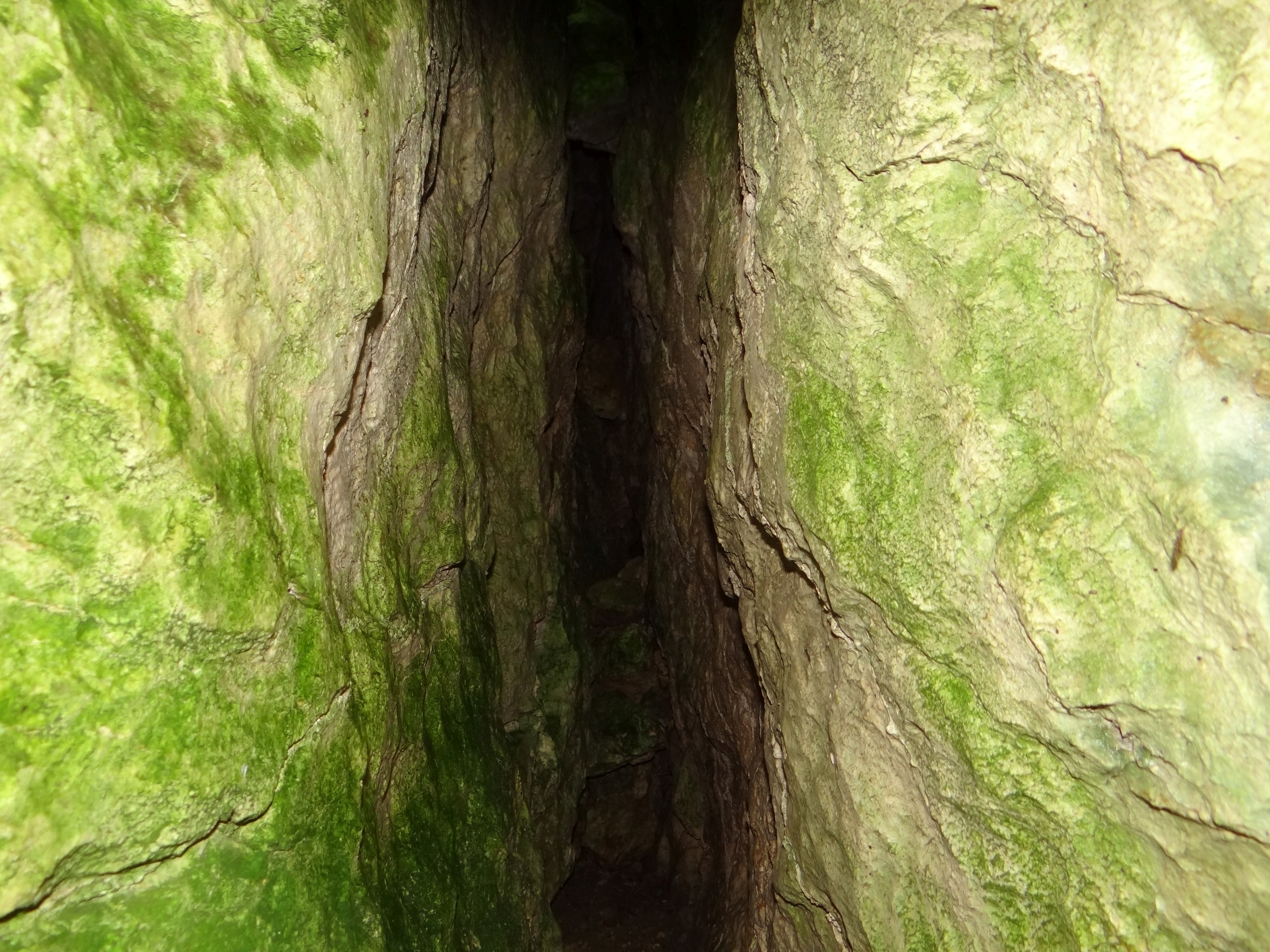